# Partula approximata
Partula approximata foi uma espécie de gastrópodes da família Partulidae.
Foi endémica da Polinésia Francesa.